# 備後安田駅
備後安田駅（びんごやすだえき）は、広島県三次市吉舎町安田にある、西日本旅客鉄道（JR西日本）福塩線の駅である。

## 歴史
- 1935年（昭和10年）11月15日：鉄道省福塩北線（現・福塩線）上下駅 - 吉舎駅間延伸時に開設[2]。
  - 当時の所在地表示は広島県双三郡吉舎町安田であった[2]。
- 1938年（昭和13年）7月28日：福塩北線が福塩線の一部となり、当駅もその所属となる。
- 1961年（昭和36年）11月1日：貨物取扱廃止[2]。
- 1970年（昭和45年）12月10日：荷物扱い廃止[2]。
- 1983年（昭和58年）4月5日：簡易委託駅化[3]。
- 1987年（昭和62年）4月1日：国鉄分割民営化に伴い、西日本旅客鉄道（JR西日本）の駅となる[2]。
- 2008年（平成20年）：簡易委託解除、終日無人駅化[1]。

## 駅構造

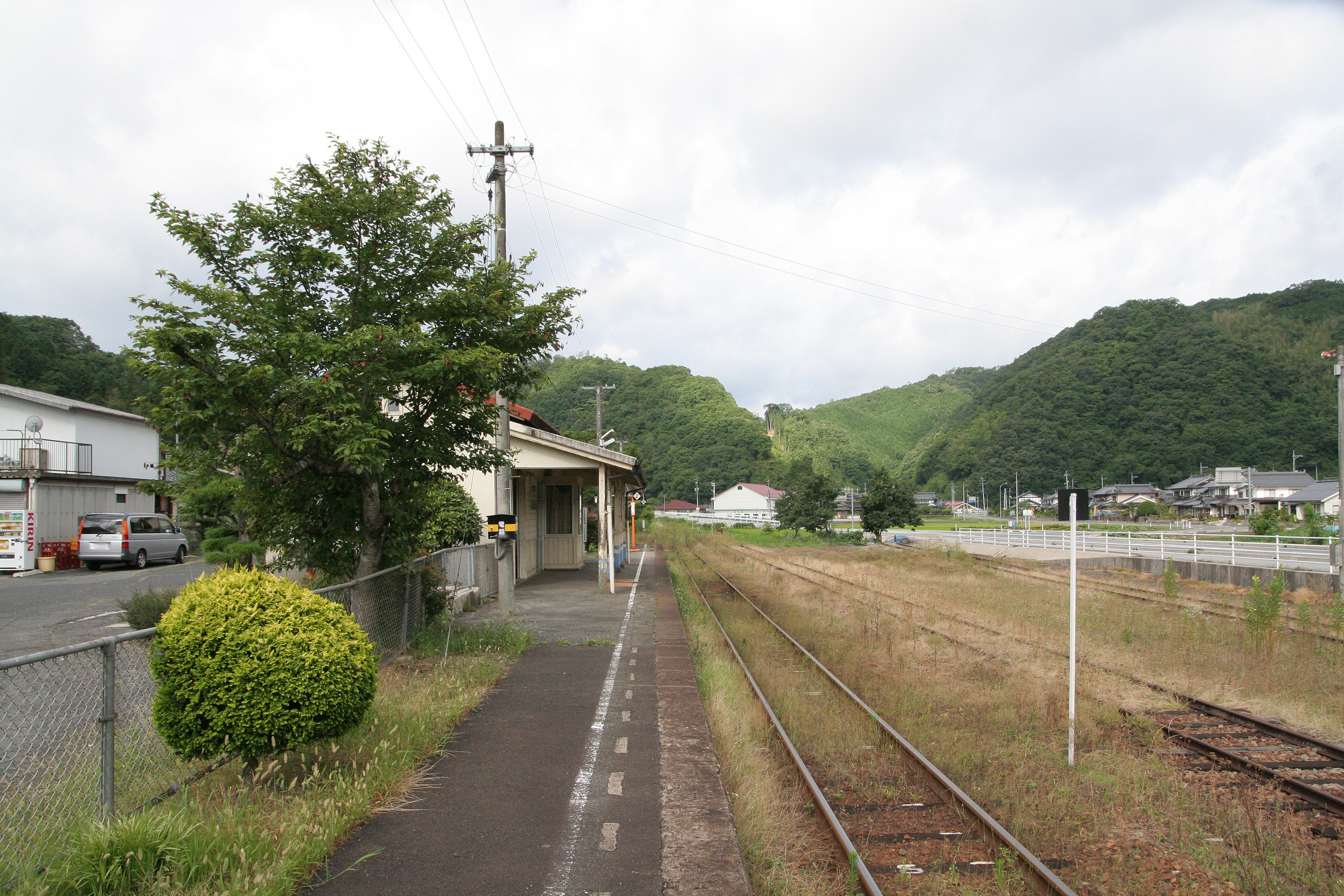
構内（2008年7月）

三次方面に向かって左側に単式ホーム1面1線を有する地上駅（停留所）。以前は相対式ホーム2面2線であったが、一方のホームは既に撤去され、側線が2本あるのみとなっている。
三次鉄道部管理の無人駅。自動券売機も設置されていない。

## 利用状況
近年の1日平均乗車人員の推移は以下の通り。
| 年度               | 1日平均 乗車人員 | 出典  |
| ------------------ | ---------------- | ----- |
| 2002年（平成14年） | 32               | [ 4 ] |
| 2003年（平成15年） |                  |       |
| 2004年（平成16年） |                  |       |
| 2005年（平成17年） |                  |       |
| 2006年（平成18年） |                  |       |
| 2007年（平成19年） |                  |       |
| 2008年（平成20年） |                  |       |
| 2009年（平成21年） |                  |       |
| 2010年（平成22年） |                  |       |
| 2011年（平成23年） | 20               | [ 5 ] |
| 2012年（平成24年） | 19               | [ 5 ] |
| 2013年（平成25年） | 22               | [ 5 ] |
| 2014年（平成26年） | 19               | [ 5 ] |
| 2015年（平成27年） | 16               | [ 5 ] |
| 2016年（平成28年） | 13               | [ 5 ] |
| 2017年（平成29年） | 13               | [ 5 ] |
| 2018年（平成30年） | 8                |       |
| 2019年（令和元年） | 7                |       |
| 2020年（令和2年）  | 3                |       |

## 駅周辺

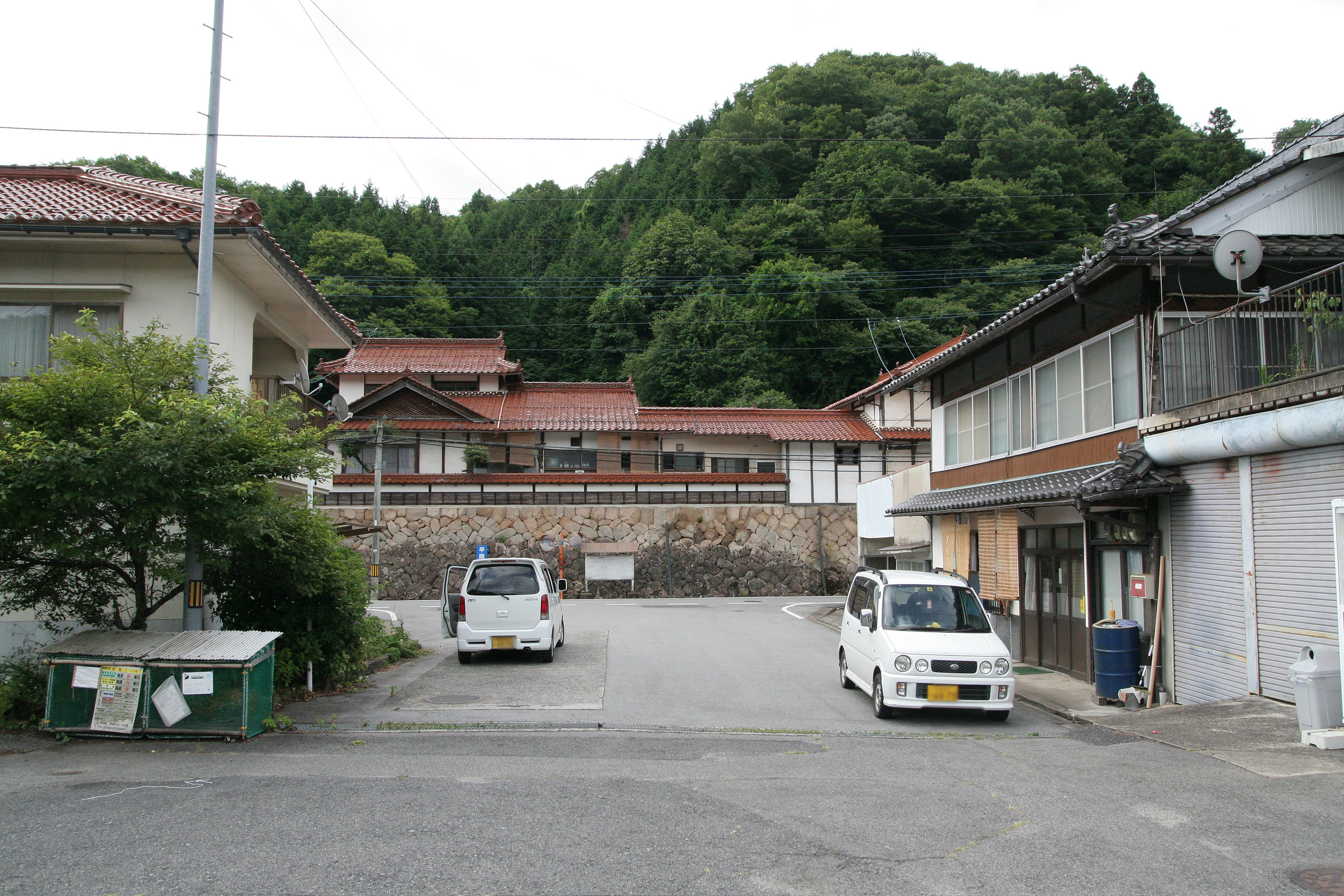
駅前（2008年7月）

- 三次市立安田小学校
- 安田パークゴルフ場
- 広島県道425号梶田三良坂線
- 広島県道426号太郎丸吉舎線
- 吉舎安田郵便局

## 隣の駅
西日本旅客鉄道（JR西日本）
 福塩線
梶田駅 - 備後安田駅 - 吉舎駅